# René Berthod
René Berthod (ur. 7 lutego 1948 Château-d’Œx) – szwajcarski narciarz alpejski. Zajął 12. miejsce w zjeździe na igrzyskach w Innsbrucku w 1976 r. Nie startował na żadnych mistrzostwach świata. Jego najlepszym sezonem w Pucharze Świata był sezon 1974/1975, kiedy to zajął 12. miejsce w klasyfikacji generalnej, a w klasyfikacji zjazdu był piąty.

## Sukcesy

### Puchar Świata

#### Miejsca w klasyfikacji generalnej
- 1970/1971 – 45.
- 1971/1972 – 23.
- 1974/1975 – 12.
- 1975/1976 – 29.
- 1976/1977 – 26.

#### Miejsca na podium
1. Val Gardena – 15 marca 1972 (zjazd) – 2. miejsce
2. Megève – 1 lutego 1975 (zjazd) – 2. miejsce
3. Jackson Hole – 9 marca 1975 (zjazd) – 3. miejsce
4. Aspen – 12 marca 1976 (zjazd) – 2. miejsce
5. Kitzbühel – 15 stycznia 1977 (zjazd) – 2. miejsce